# Gunter S. Fischer
Gunter S. Fischer (* 23. Mai 1943 in Altenburg) ist ein deutscher Biochemiker.

## Leben
Nach Besuch von Grund- und Oberschule absolvierte Fischer eine Ausbildung zum Facharbeiter der chemischen Produktion in den Leunawerken in Merseburg. Von 1962 bis 1967 studierte er Chemie an der Martin-Luther-Universität Halle-Wittenberg (MLU) und erwarb bei Wolfgang Langenbeck sein Diplom. 1971 wurde er am Institut für Biochemie der MLU mit der Arbeit Untersuchungen zur Struktur und Reaktivität von alpha-Ketosäuren und alpha-Ketosäureamiden im Hinblick auf ihre biologische Funktion promoviert. Anschließend arbeitete er als unabhängiger Wissenschaftler und Lehrassistent im Fachbereich Biologie der MLU. 1979 habilitierte er sich mit der Arbeit The biochemical view of the amide group reactivity für das Fach Biochemie. 1987 ging Fischer als Wissenschaftler an das Biotechnische Institut des Pharmazeutischen Kombinats GERMED nach Berlin.
1989/1990 war Fischer Leiter des Fachbereiches Biochemie an der MLU, ging 1990 aber für eine Gastprofessur an die Universität Würzburg. Von 1992 bis 1997 war er Gruppenleiter der Arbeitsgruppe „Enzymologie der Peptidbindung“ der Max-Planck-Gesellschaft. 1992 erhielt Fischer die Professur für molekulare Biochemie am Institut für Biochemie und Biotechnologie an der Universität Halle-Wittenberg. Ab 1997 war Fischer leitender Direktor der zum 31. Dezember 2012 geschlossenen Max-Planck-Forschungsstelle für Enzymologie der Proteinfaltung in Halle (Saale). Ab 2013 ist Fischer Emeritus am Max-Planck-Institut für Biophysikalische Chemie, Göttingen.
Von 1996 bis 1999 war Fischer Vizepräsident der Gesellschaft Deutscher Chemiker (GDCh). Ab dem Jahr 2000 bis zum Jahr 2010 war Fischer Vizepräsident der Leopoldina.

## Wirken
Fischer befasste sich insbesondere mit der Chemie proteolytischer Reaktionen, insbesondere mit organisch-chemischen Untersuchungen an Peptidsubstraten von Proteasen und an spezifischen Proteasen, mit dem Katalysemechanismus der Serinproteasen, mit der Inaktivierung von Serin- und Cysteinproteasen und mit prolinspezifischen Proteasen. Er forschte zu Anwendungen von Enzymen für Labordiagnostik, zu trägerfixierte Enzymen und insbesondere zur Proteinfaltung und zur Prolinchemie. Fischer entdeckte eine neuartige Klasse konformationsumwandelnder Enzyme, die Peptidyl-Prolyl-cis-trans-Isomerasen, die auch als Foldasen bezeichnet werden.

## Auszeichnungen (Auswahl)
- 1990 Karl-Lohmann-Medaille der Biochemischen Gesellschaft der DDR
- 1990 Mitglied der Berlin-Brandenburgischen Akademie der Wissenschaften[1]
- 1993 Gottfried-Wilhelm-Leibniz-Preis
- 1993 Mitglied der Leopoldina[2]
- 2000 Wissenschaftliches Mitglied der Max-Planck-Gesellschaft
- 2002 Max-Bergmann-Medaille der Max-Bergmann-Gesellschaft
- 2012 Ehrenmitgliedschaft der Gesellschaft Deutscher Chemiker (GDCh)[3]
- 2013 Cothenius-Medaille der Leopoldina[4]